# Pentalinon
Pentalinon là chi thực vật có hoa trong họ Apocynaceae.